# Achyranthes repens
Achyranthes repens är en amarantväxtart som beskrevs av Carl von Linné. Achyranthes repens ingår i släktet Achyranthes och familjen amarantväxter. Inga underarter finns listade i Catalogue of Life.